# 大阪市立三国小学校
大阪市立三国小学校（おおさかしりつ みくにしょうがっこう）は、大阪府大阪市淀川区にある公立小学校。

## 概要
1927年に大阪市北中島尋常高等小学校（現在の大阪市立北中島小学校）の分校として設置され、その後1929年に独立開校した。校区内は一戸建てなどが立ち並ぶ閑静な住宅街である。

## 沿革
- 1927年 - 大阪市北中島尋常高等小学校分校として開設。
- 1929年 - 大阪市三国尋常小学校として独立開校。
- 1941年4月1日 - 国民学校令により、大阪市三国国民学校と改称。
- 1944年 - 豊中市へ集団疎開。
- 1947年4月1日 - 学制改革により、大阪市立三国小学校と改称。
- 1962年4月1日 - 大阪市立西三国小学校を分離。
- 1982年4月1日 - 従来の校区の一部を、新設の大阪市立宮原小学校校区へ分離。
- 1998年 - パソコン教室設置。
- 2004年 - エレベーター設置。
- 2012年4月1日 - 西宮原2丁目の一部の通学区域を宮原小学校から三国小学校に変更[1]。

## 通学区域
- 大阪市淀川区 三国本町2丁目・3丁目の全域、十八条3丁目の一部、西宮原2丁目・3丁目のそれぞれ一部、西三国1丁目-4丁目のそれぞれ一部。

卒業生は大阪市立三国中学校へ進学する。

## 交通
- 阪急宝塚本線 三国駅 東へ約500m。
- Osaka Metro御堂筋線 東三国駅 西へ約1.2km。